# Laura J. Richardson

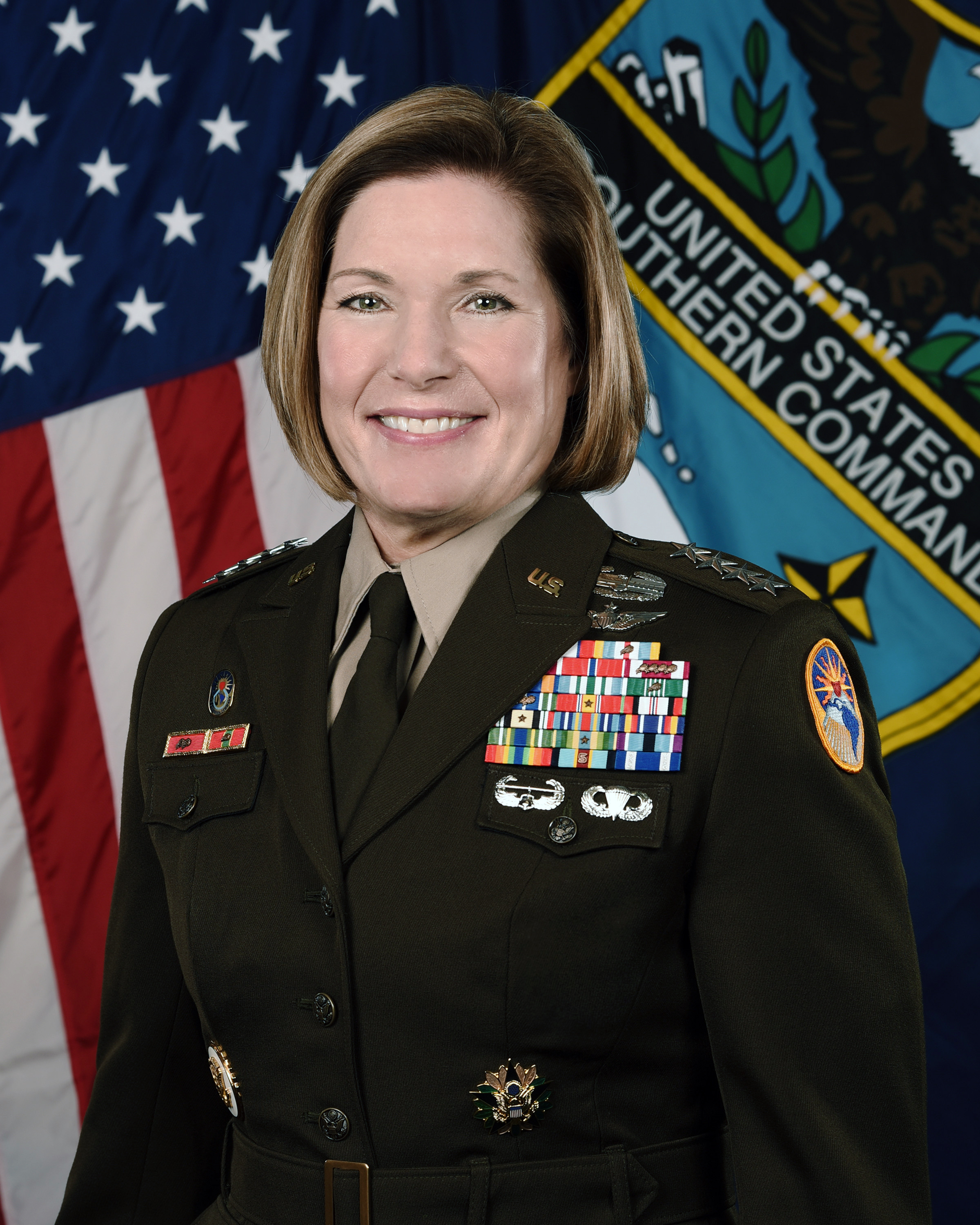
General Laura J. Richardson (2021)

Laura Jane Strickland Richardson (* 1963 in Northglenn, Colorado) ist ein ehemaliger General der United States Army und war zuletzt von 2021 bis 2024 als erste Frau Kommandierender General von United States Southern Command. Zuvor war sie Kommandierender General der NORTHCOM, stellvertretende und dann kommissarische Generalkommandantin (deputy commanding general bzw. Acting commanding general) der FORSCOM. Als Armeeflieger flog Richardson Sikorsky UH-60 Black Hawk-Hubschrauber. Seit 2011 diente sie in verschiedenen Kommandos in Fort Hood als Brigadegeneral, und als Stabschefin für Kommunikation bei der International Security Assistance Force in Afghanistan. Im Juni 2017 wurde sie zum Generalleutnant befördert und zur stellvertretenden Generalkommandantin des US-amerikanischen Streitkräftekommandos FORSCOM ernannt. Richardson war von Oktober 2018 bis März 2019 kommissarischer Kommandeur der FORSCOM. Im April 2019 wurde sie zur ersten weiblichen Kommandeurin der United States Army North ernannt. Sie übernahm das Kommando am 8. Juli 2019.

## Leben
Sie wuchs als Tochter des Arztes Jan Strickland in Colorado auf. Sie besuchte das Metropolitan State College in Denver und erwarb dort einen Bachelor of Science in Psychologie. Sie war eine All-American Schwimmerin und erwarb ihren Pilotenschein im Alter von 16 Jahren.

## Militärische Laufbahn
Richardson wurde 1986 als Leutnant in die United States Army Aviation Branch berufen. Richardson flog Sikorsky UH-60 Black Hawk Hubschrauber in der 128. Assault Helicopter Company. Sie wurde 1988 zum Oberleutnant befördert und war anschließend Verwaltungsoffizier, Exekutivoffizier und Zugführer im 1. Bataillon des 501st Aviation Regiment. Sie wechselte 1989 als Assistentin der Logistikabteilung zur 17. Luftfahrtbrigade und diente in Südkorea, bevor sie 1990 in die Personalabteilung des 4. Bataillons zum 501. Luftfahrtregiment zurückkehrte. Von September 1990 an kommandierte Richardson die Zentrale des 4. Bataillons von September 1990 bis zu ihrer Beförderung zum Captain im März 1991.
Richardson besuchte von 1991 bis 1992 den Aviation Officer Advanced Course in Fort Rucker und wurde im Juli 1992 zum Kompaniechef des 1. Bataillons des 158. Aviation Regiment ernannt. Später war sie Personalreferentin der 6. Kavallerie-Brigade in Fort Hood. Von 1995 bis 1996 war sie Trainerin im Ausbildungsprogramm für Gefechtskommandos in Fort Leavenworth, bevor sie ein Jahr als Studentin am Command and General Staff College verbrachte. Im März 1997 wurde Richardson zum Major befördert. Daraufhin wurde sie Operation Officer und dann Executive Officer des 9. Bataillons des 101. Aviation Regiments.
Richardson diente von Februar 1999 bis Januar 2001 als Assistentin für militärische Angelegenheiten für Vizepräsident Al Gore. In diesem Jahr wurde sie zum Oberstleutnant befördert und wurde stellvertretende Einsatzleiterin der 101. Luftlandedivision. Von Juli 2002 bis Mai 2004 war Richardson Kommandeur des 5. Bataillons des 101st Airborne Division und diente mit dieser Einheit bei der Operation Iraqi Freedom. Während dieser Zeit war sie auf dem Cover der Zeitschrift Time vom 24. März 2003 zu sehen. Sie, ihr Ehemann und ihre Tochter waren die Themen einer Geschichte von Nancy Gibbs mit dem Titel „Eine amerikanische Familie zieht in den Krieg“ (An American Family Goes to War). Von 2004 bis 2006 war sie Armee – Kampagnenplanerin beim stellvertretenden Stabschef für Operationen und Pläne. Im Juni 2007 schloss sie ihr Studium am Industrial College der Streitkräfte in Fort McNair mit einem Master of Science ab.

## Dienst als General

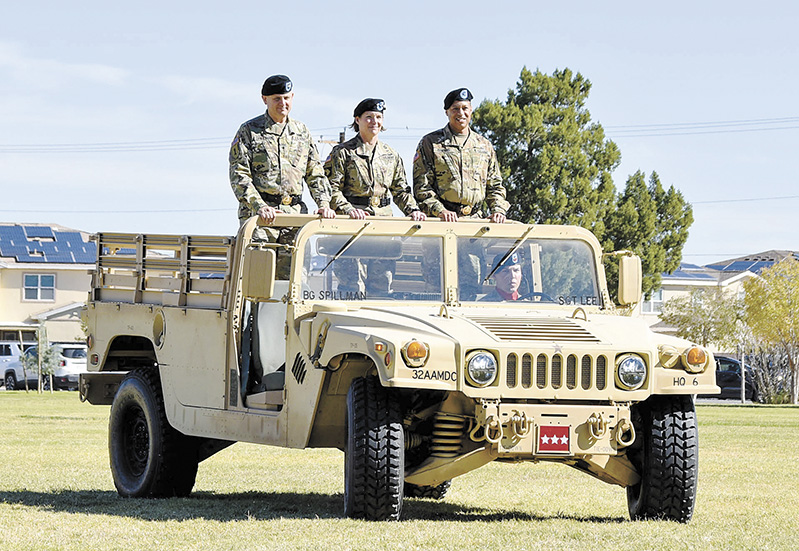
Richardson, als kommandierender General (CG) von FORSCOM (Mitte), flankiert von den abgehenden und ankommenden CGs des 32. Army Air and Missile Defense-Kommandos.

Im Juli 2011 wurde Richardson zum Brigadegeneral befördert und zum Generalkommandeur des Operationstestkommandos in Fort Hood ernannt. 2013 verließ sie ihre Position, um stellvertretende Stabschefin für die Kommunikation der Internationalen Sicherheitskräfte in Afghanistan zu werden. Richardson kehrte nach einem Jahr in die Vereinigten Staaten zurück und wurde als Generalmajor oberster Verbindungsbeamter zum United States Secretary of the Army.
Im Juni 2017 wurde Richardson zum Generalleutnant befördert und zum stellvertretenden Befehlshaber des United States Army Forces Command (FORSCOM) ernannt. Sie ersetzte den pensionierten Generalleutnant Patrick J. Donahue II. Sie wurde vom FORSCOM-Kommandeur General Robert B. Abrams ernannt, der sagte, die Entscheidung habe „weniger als eine Sekunde gedauert. Dies geschah, obwohl ich nie mit Richardson zusammengearbeitet hatte.“ Abrams sagte außerdem noch: „Ich kenne ihren Ruf. Ich habe ihre Arbeit gesehen ... Sie ist genau zur richtigen Zeit die richtige Anführerin.“ Ihre Ernennung wurde vom US-Senat bestätigt und somit war sie die erste Frau, die diese Position offiziell innehatte. Generalmajor Jody Daniels fungierte die Woche vor Richardsons Ernennung als Stellvertreter. FORSCOM ist das größte Kommando der US-Armee und vertritt 770.000 Soldaten und Zivilisten, darunter 200.000 reguläre Armeesoldaten, die in den Vereinigten Staaten stationiert sind, sowie die gesamte Nationalgarde und die gesamte Armeereserve. Im Oktober 2018 verließ Abrams FORSCOM. Richardson wurde dadurch zum amtierenden Kommandeur ernannt, somit war sie die erste Frau, die die Organisation leitete. Bei der Bekanntgabe der Ernennung bemerkte der Generalstabschef der Armee, Mark A. Milley, dass Richardson voraussichtlich mehrere Monate amtierender Befehlshaber sein würde und für eine dauerhafte Ernennung in Betracht gezogen wurde. Sie diente weiterhin als Kommandeur, bis General Michael X. Garrett im März 2019 das Kommando übernahm.

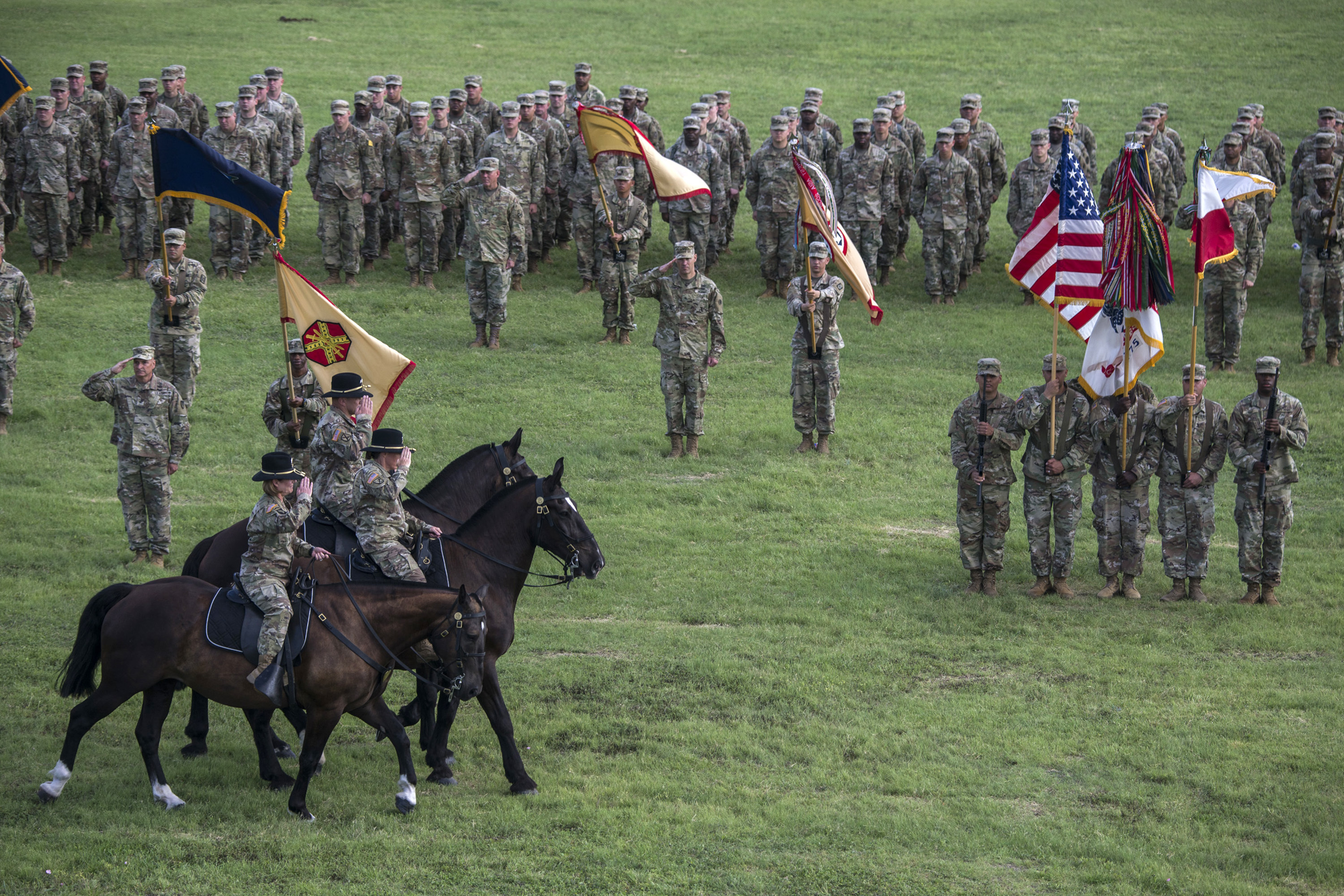
Richardson am 8. Juli 2019 bei einer Zeremonie zum Kommandowechsel in Fort Sam.

Im April wurde Richardson zum nächsten (und ersten weiblichen) Kommandeur der United States Army North ernannt. Am 8. Juli 2019 übernahm sie das Kommando. Nachdem Richardson am 18. Oktober 2021 zum General befördert worden war, übernahm sie am 28. Oktober 2021 United States Southern Command von Admiral Craig S. Faller. Am 7. November 2024 übergab sie das Kommando an Admiral Alvin Holsey und trat in den Ruhestand.

## Privatleben
Richardson ist verheiratet mit Lieutenant General James M. Richardson, der stellvertretender Kommandeur für Waffenentwicklung beim Army Futures Command ist. Zusammen haben sie eine Tochter.

## Abzeichen und Orden
|  | Combat Action Badge                                         |
|  | Senior Army Aviator Badge                                   |
|  | Air Assault Badge                                           |
|  | Basic Parachutist Badge                                     |
|  | Army Staff Identification Badge                             |
|  | 101st Airborne Division Combat Service Identification Badge |
|  | Vice Presidential Service Badge                             |
|  | 101st Aviation Regiment Distinctive Unit Insignia           |
|  | 4 Overseas Service Bars                                     |

- Defense Distinguished Service Medal
- Army Distinguished Service Medal (2 x)
- Defense Superior Service Medal
- Legion of Merit (3 x)
- Bronze Star Medal
- Meritorious Service Medal (3 x)
- Air Medal (7 x)
- Joint Service Commendation Medal
- Army Commendation Medal (2 x)
- Army Achievement Medal (2 x)
- Joint Meritorious Unit Award (2 x)
- Superior Unit Award (2 x)
- National Defense Service Medal (2 x)
- Afghanistan Campaign Medal
- Iraq Campaign Medal (2 x)
- Global War on Terrorism Expeditionary Medal
- Global War on Terrorism Service Medal
- Korea Defense Service Medal
- Armed Forces Service Medal (2 x)
- Humanitarian Service Medal
- Army Service Ribbon
- Overseas Service Ribbon (5 x)
- NATO-Medaille